# Félix Salinas
Félix Salinas (11 maggio 1939 – ottobre 2021) è stato un calciatore peruviano, di ruolo difensore.

## Carriera
Fece parte della Nazionale di calcio del Perù che partecipò al campionato del mondo 1970.